# 双子座1号
双子座1号是美国国家航空航天局双子座计划中的第一次无人飞行任务，执行于1964年，其主要任务是测试第二代航天飞船和改自洲际弹道导弹的泰坦二号运载火箭的结构完善性。